# 畠中春香
畠中 春香（はたけなか はるか、1995年3月25日 - ）は、日本の女子バスケットボール選手。ポジションはセンターフォワード。大阪府出身。デンソーアイリス所属。ニックネームはミキ。

## 来歴
大阪薫英女学院高校から大阪人間科学大学に進み、各年代日本代表に選出される。
卒業後の2017年、デンソーアイリスに加入。

## 経歴
- 大阪薫英女学院高 - 大阪人間科学大 - デンソー（2017年〜）

## 日本代表歴
- U16アジアカップ2011（優勝）
- U17ワールドカップ2012
- U18アジアカップ2012（準優勝）
- U19ワールドカップ2013